# Tyloperla planistyla
Tyloperla planistyla és una espècie d'insecte plecòpter pertanyent a la família dels pèrlids.